# اللاجئون القبارصة
اللاجئون القبارصة هم المواطنون القبارصة أو المقيمون في قبرص الذين كان محل إقامتهم الرئيسي (على عكس امتلاك العقارات فقط) في منطقة تم إجلاؤها قسراً خلال النزاع القبرصي. تعترف حكومة قبرص أيضًا كلاجئين بأحفاد اللاجئين الأصليين في خط الذكور بغض النظر عن مكان الولادة. 

## 1963-1974 الخلفية
بدأ التوتر في عام 1963 عندما اقترح مكاريوس ثلاثة عشر تعديلاً لدستور جمهورية قبرص. وعارض القبارصة الأتراك الاقتراح لأنهم اعتبروه محاولة لإزالة ضماناتهم الدستورية التي ادعى القبارصة اليونانيون أنها تمثل إشكالية في سلوك الحكومة. في 21 ديسمبر 1963، اندلعت اشتباكات بين القبارصة اليونانيين والقبارصة الأتراك مما أدى إلى موجة من العنف في جميع أنحاء الجزيرة. في مواجهة عنف القوات شبه العسكرية القبرصية اليونانية، لصالح الوحدة مع اليونان (الإنوسيس)، فر آلاف القبارصة الأتراك من ممتلكاتهم إلى جيوب ذات أغلبية تركية، تحميها القوات التركية. بحلول عام 1974، قوبلت محاولة انقلاب برعاية المجلس العسكري اليوناني 1967-1974، في محاولة للإطاحة بالحكومة القبرصية وتوحيد الجزيرة مع اليونان، بغزو عسكري للجزيرة من قبل تركيا، التي ادعت أنها تعمل كقوة ضامنة لمنع ضم الجزيرة. 

## بعد عام 1974
سيطرت تركيا، أثناء غزو قبرص عام 1974، على حوالي 38 ٪ من الجزيرة، وبالتالي تحقيق الهدف القبرصي التركي المتمثل في تقسيم (تقسيم جزيرة قبرص إلى أجزاء تركية ويونانية، تم الإعلان عن المفهوم في وقت مبكر من عام 1957 من قبل الدكتور فاضل كوجوك). أُجبر القبارصة اليونانيون في الشمال (ما يقرب من نصف سكان الجزيرة من القبارصة اليونانيين) من قبل الجيش التركي المتقدم على الفرار جنوبًا. وبالمثل، اختار القبارصة الأتراك الذين لم يفروا بالفعل إلى الجيوب خلال أعمال العنف الطائفي أن يفعلوا ذلك.
تشير التقديرات إلى أن 40 ٪ من السكان اليونانيين في قبرص، وكذلك السكان القبارصة الأتراك، قد شردهم الغزو التركي. وتتباين الأرقام الخاصة بالقبارصة النازحين داخليًا، وتقدر قوة الأمم المتحدة لحفظ السلام في قبرص أعداد اللأجئين بـ 165 ألفًا من القبارصة اليونانيين و45 ألفًا من القبارصة الأتراك. تسجل المفوضية السامية للأمم المتحدة لشؤون اللاجئين أرقامًا أعلى قليلاً بـ200,000 و65,000 على التوالي، وتستند جزئيًا إلى الإحصائيات الرسمية القبرصية التي تسجل أطفال العائلات النازحة كلاجئين. 
في 2 أغسطس 1975، توصل الطرفان في فيينا إلى اتفاقية التبادل الطوعي للسكان، تحت رعاية الأمم المتحدة. ووفقا للاتفاق، انتقل القبارصة الأتراك الباقون في الجنوب إلى الشمال وانتقل القبارصة اليونانيون الباقون في الشمال إلى الجنوب باستثناء بضع مئات من القبارصة اليونانيين الذين اختاروا الإقامة في الشمال. أدى فصل المجتمعين عبر الخط الأخضر الذي تشرف عليه الأمم المتحدة إلى منع عودة جميع النازحين داخليًا.
على مر السنين، قام القبارصة اليونانيون بمظاهرات وتجمعات متعددة مطالبين بالعودة إلى ممتلكاتهم، مثل مظاهرات عام 1996 التي قامت بها آلاف النساء اليونانيات اللائي حاولن العودة إلى ديارهن وممتلكاتهن في عام 1989 دون نجاح.  اختار عدد من القبارصة اليونانيين رفع قضيتهم إلى المحكمة الأوروبية لحقوق الإنسان ضد تركيا وجادلوا بأن منازلهم يشغلها عمال مهاجرون تم إحضارهم من تركيا بهدف تغيير التركيبة السكانية للجزيرة. 
في عام 1990، قُدمت طلبات إلى المحكمة الأوروبية لحقوق الإنسان بالنيابة عن 18 قبرصيًا يونانيًا، أسفرت عن قرار في 18 سبتمبر 2009 يقضي بدفع 12,000 يورو في غضون ثلاثة أشهر لكل متقدم للحصول على تعويضات غير مالية و8000 يورو للتكاليف والنفقات.  
في عام 1999، أوقفت مفوضية شؤون اللاجئين أنشطة المساعدة التي تقدمها للمشردين داخليا في قبرص. 
ولا يعتبر السكان المشردون من القبارصة اليونانيين أو القبارصة الأتراك بحاجة إلى مساعدة إنسانية. وضعت الحكومة القبرصية اليونانية برنامج إسكان ومساعدة للنازحين. وكان برنامج الإسكان هذا يمنح ممتلكات القبارصة الأتراك للمشردين من القبارصة اليونانيين.
وجاءت إغاثة القبارصة الأتراك بشكل رئيسي في شكل مساعدات اقتصادية من تركيا بالإضافة إلى تخصيص منازل وممتلكات القبارصة اليونانيون. كان لدى كلا الجانبين نفس برنامج الإسكان، مع الاستفادة من العقارات المهجورة. 
في أبريل 2003، فتح الرئيس القبرصي التركي رؤوف دنكطاش المعبر الحدودي لأول مرة منذ تقسيم الجزيرة، مما سمح لكل من القبارصة اليونانيين والأتراك بمشاهدة ممتلكاتهم لأول مرة منذ انفصال الطائفتين. ومنذ ذلك الحين تم تخفيف إجراءات العبور مما سمح للقبارصة من كلا المجتمعين بالتحرك بحرية نسبية عبر الجزيرة.
كان من المأمول أن يوفر انضمام قبرص إلى الاتحاد الأوروبي قوة دفع لإعادة توحيد الجزيرة، وفي عام 2004، تم طرح خطة أنان المدعومة من الأمم المتحدة للاستفتاءات على جانبي الجزيرة. وتتوخى الخطة إقامة دولة اتحادية ذات طائفتين ومنطقتين، مع تنازلات إقليمية من جانب القبارصة الأتراك ولكن حقًا محدودًا في العودة للقبارصة اليونانيين المشردين. وقد وافق القبارصة الأتراك على الخطة لكن القبارصة اليونانيين رفضوها. دخلت قبرص لاحقًا إلى الاتحاد الأوروبي كجزيرة مقسمة. بدأت جولة جديدة من المحادثات في عام 2008 بين زعيمي الطائفتين القبرصيتين، ديميتريس خريستوفياس ومحمد علي طلعت.

## إجراءات قانونية

### تومازو وآخرون ضد جمهورية تركيا وآخرون
في أكتوبر 2009، تم رفع دعوى قضائية ضد مكاتب تمثيل جمهورية شمال قبرص التركية وإتش إس بي سي في واشنطن لبيع عقارات قبرصية يونانية في شمال قبرص. في 30 سبتمبر 2014، رفضت المحكمة القضية مع التحيز لعدم الاختصاص.  

## الوضع القانوني للقبارصة اليونانيين والقبارصة الأتراك المشردين
يندرج النازحون القبارصة اليونانيون والأتراك تحت تعريف الأمم المتحدة لـ "الأشخاص المشردين داخليًا". تعتبر حكومة الولايات المتحدة القبارصة اليونانيين النازحين نتيجة لتقسيم الجزيرة عام 1974 "لاجئين". 

## روابط خارجية
- خريطة "إعادة التوزيع" السكاني في قبرص بين عامي 1960 و 1974
- الأمم المتحدة والولايات المتحدة تلومان تركيا على مقتل القبارصة اليونانيين
- إحاطة صحفية للأمم المتحدة رداً على مقتل اثنين من القبارصة اليونانيين في الآونة الأخيرة
- أسوشيتد برس: رئيس الوزراء اليوناني يحذر القوات التركية بشأن قبرص
- أسوشيتد برس: الزعيم اليوناني يزور قبرص وسط توتر بشأن عمليات القتل
- رواية الشرطة عن مناهضة الاحتلال
- مظاهرات للمفقودين
- قضية لويزيدو
- مظاهرات نساء قبرص